# Roujan
Roujan [ʁu.ʒɑ̃] (en occitan Rojan [ru.'d͡ʒan]) est une commune française située dans le centre du département de l'Hérault, en région Occitanie.
Exposée à un climat méditerranéen, elle est drainée par la Peyne et par divers autres petits cours d'eau.
Roujan est une commune rurale qui compte 2 297 habitants en 2022. Elle est dans l'unité urbaine de Roujan. Ses habitants sont appelés les Roujanais et Roujanaises.

## Géographie

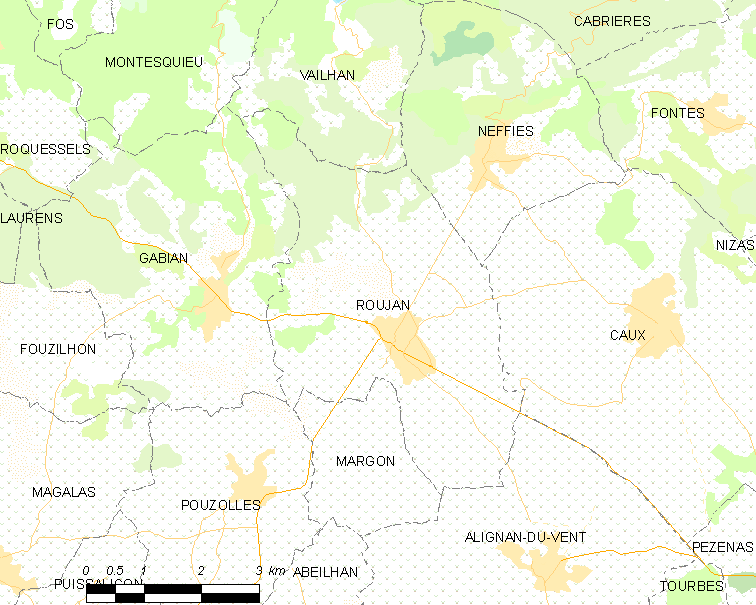
Carte

Situé à égale distance de la mer Méditerranée et des montagnes (Cévennes), Roujan est situé sur une petite colline au fond de la plaine héraultaise à 10 km de Pézenas et 20 km de Béziers. Les alentours proches de Roujan sont constitués de collines recouvertes par une dense garrigue.

### Communes limitrophes
|           | Vailhan | Neffiès         |
| Gabian    | Roujan  | Caux            |
| Pouzolles | Margon  | Alignan-du-Vent |

### Climat
Pour des articles plus généraux, voir Climat de l'Occitanie et Climat de l'Hérault.
En 2010, le climat de la commune est de type climat méditerranéen franc, selon une étude s'appuyant sur une série de données couvrant la période 1971-2000. En 2020, Météo-France publie une typologie des climats de la France métropolitaine dans laquelle la commune est exposée à un climat méditerranéen et est dans la région climatique  Provence, Languedoc-Roussillon, caractérisée par une pluviométrie faible en été, un très bon ensoleillement (2 600 h/an), un été chaud (21,5 °C), un air très sec en été, sec en toutes saisons, des vents forts (fréquence de 40 à 50 % de vents > 5 m/s) et peu de brouillards.
Pour la période 1971-2000, la température annuelle moyenne est de 14,4 °C, avec une amplitude thermique annuelle de 16,2 °C. Le cumul annuel moyen de précipitations est de 715 mm, avec 6,2 jours de précipitations en janvier et 2,4 jours en juillet. Pour la période 1991-2020, la température moyenne annuelle observée sur la station météorologique installée dans la commune est de 14,7 °C et le cumul annuel moyen de précipitations est de 577,8 mm,. Pour l'avenir, les paramètres climatiques de la commune estimés pour 2050 selon différents scénarios d'émission de gaz à effet de serre sont consultables sur un site dédié publié par Météo-France en novembre 2022.
| Mois                                  | jan.          | fév.          | mars          | avril         | mai           | juin          | jui.          | août          | sep.          | oct.          | nov.          | déc.          | année     |
| ------------------------------------- | ------------- | ------------- | ------------- | ------------- | ------------- | ------------- | ------------- | ------------- | ------------- | ------------- | ------------- | ------------- | --------- |
| Température minimale moyenne (°C)     | 2,9           | 2,6           | 5,2           | 7,9           | 10,9          | 14,5          | 17            | 16,3          | 13,1          | 10,2          | 6,7           | 3,5           | 9,2       |
| Température moyenne (°C)              | 7,1           | 7,4           | 10,5          | 13,4          | 16,6          | 20,6          | 23,4          | 23            | 19,5          | 15,4          | 11,1          | 8             | 14,7      |
| Température maximale moyenne (°C)     | 11,3          | 12,3          | 15,8          | 18,9          | 22,3          | 26,8          | 29,8          | 29,7          | 25,9          | 20,5          | 15,4          | 12,5          | 20,1      |
| Record de froid (°C) date du record   | −7,8 12.01.10 | −7,1 27.02.18 | −4,5 07.03.22 | −4,4 08.04.21 | 1,3 07.05.19  | 5,1 12.06.19  | 9,9 03.07.11  | 8,9 27.08.11  | 3,2 27.09.10  | −1,8 30.10.12 | −6,9 28.11.13 | −7,7 12.12.12 | −7,8 2010 |
| Record de chaleur (°C) date du record | 20,2 05.01.18 | 23,1 23.02.20 | 27 30.03.12   | 31 08.04.11   | 31,8 25.05.17 | 41,9 28.06.19 | 37,7 15.07.22 | 40,4 23.08.23 | 36,7 04.09.16 | 30,6 04.10.11 | 24,7 15.11.15 | 20,4 23.12.22 | 41,9 2019 |
| Précipitations (mm)                   | 39,5          | 41,9          | 75            | 54,6          | 43,9          | 32,6          | 20,5          | 25,7          | 42,9          | 103,6         | 75,3          | 22,3          | 577,8     |

### Milieux naturels et biodiversité
Aucun espace naturel présentant un intérêt patrimonial n'est recensé dans la commune dans l'inventaire national du patrimoine naturel,,.

## Urbanisme

### Typologie
Au 1er janvier 2024, Roujan est catégorisée bourg rural, selon la nouvelle grille communale de densité à sept niveaux définie par l'Insee en 2022.
Elle appartient à l'unité urbaine de Roujan, une unité urbaine monocommunale constituant une ville isolée,. La commune est en outre hors attraction des villes,.

### Occupation des sols
L'occupation des sols de la commune, telle qu'elle ressort de la base de données européenne d’occupation biophysique des sols Corine Land Cover (CLC), est marquée par l'importance des territoires agricoles (74,9 % en 2018), en diminution par rapport à 1990 (77,3 %). La répartition détaillée en 2018 est la suivante : cultures permanentes (69,3 %), milieux à végétation arbustive et/ou herbacée (13,9 %), zones urbanisées (6,5 %), zones agricoles hétérogènes (5,6 %), forêts (4,6 %). L'évolution de l’occupation des sols de la commune et de ses infrastructures peut être observée sur les différentes représentations cartographiques du territoire : la carte de Cassini (XVIIIe siècle), la carte d'état-major (1820-1866) et les cartes ou photos aériennes de l'IGN pour la période actuelle (1950 à aujourd'hui).

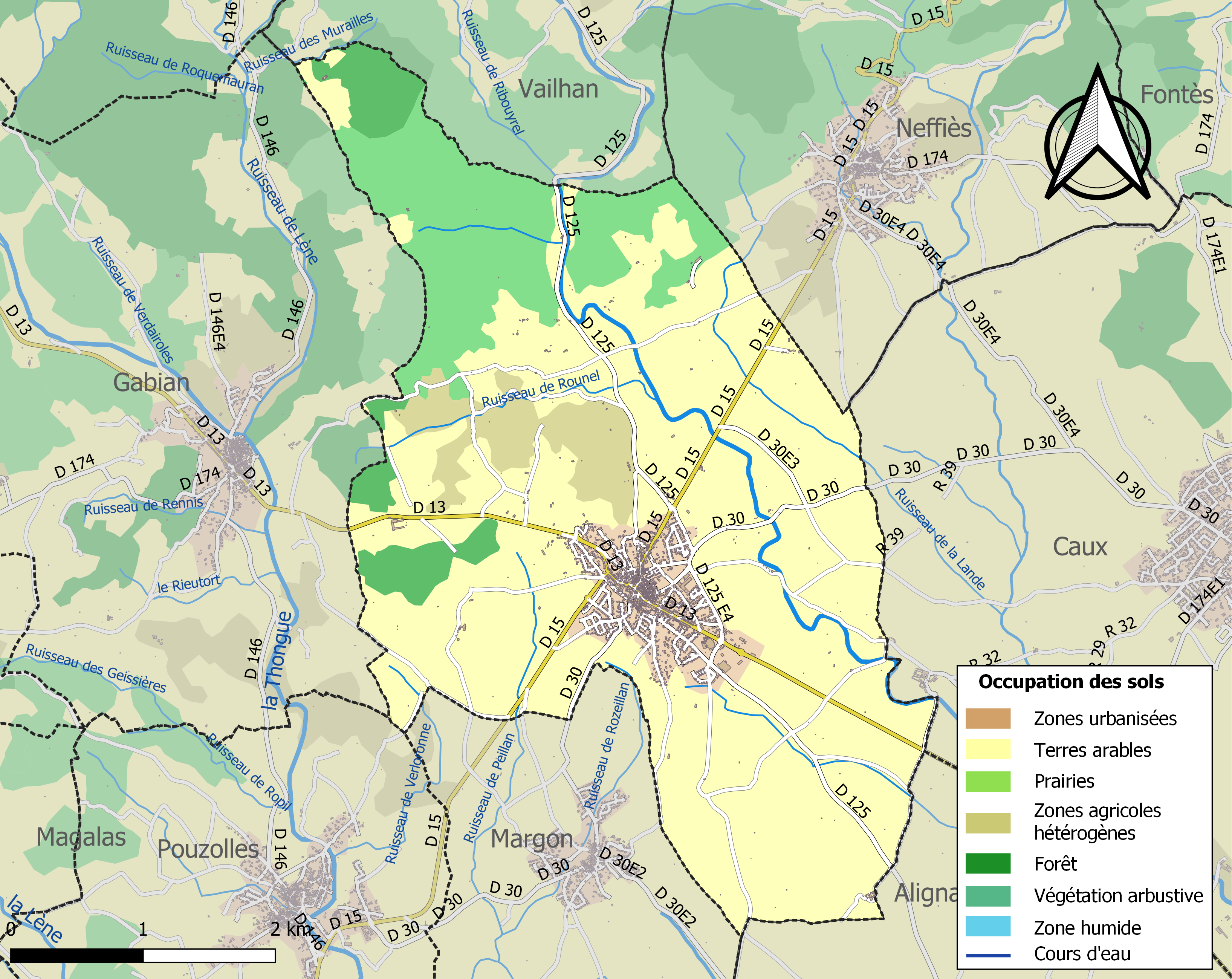
Carte des infrastructures et de l'occupation des sols de la commune en 2018 (CLC).

### Risques majeurs
Le territoire de la commune de Roujan est vulnérable à différents aléas naturels : météorologiques (tempête, orage, neige, grand froid, canicule ou sécheresse), feux de forêts et séisme (sismicité faible). Il est également exposé à deux risques technologiques, le transport de matières dangereuses et la rupture d'un barrage, et à deux risques particuliers : le risque minier et le risque de radon. Un site publié par le BRGM permet d'évaluer simplement et rapidement les risques d'un bien localisé soit par son adresse soit par le numéro de sa parcelle.

#### Risques naturels
Roujan est exposée au risque de feu de forêt. Un plan départemental de protection des forêts contre les incendies (PDPFCI) a été approuvé en juin 2013 et court jusqu'en 2022, où il doit être renouvelé. Les mesures individuelles de prévention contre les incendies sont précisées par deux arrêtés préfectoraux et s’appliquent dans les zones exposées aux incendies de forêt et à moins de 200 mètres de celles-ci. L’arrêté du 25 avril 2002 réglemente l'emploi du feu en interdisant notamment d’apporter du feu, de fumer et de jeter des mégots de cigarette dans les espaces sensibles et sur les voies qui les traversent sous peine de sanctions. L'arrêté du 11 mars 2013 rend le débroussaillement obligatoire, incombant au propriétaire ou ayant droit,.

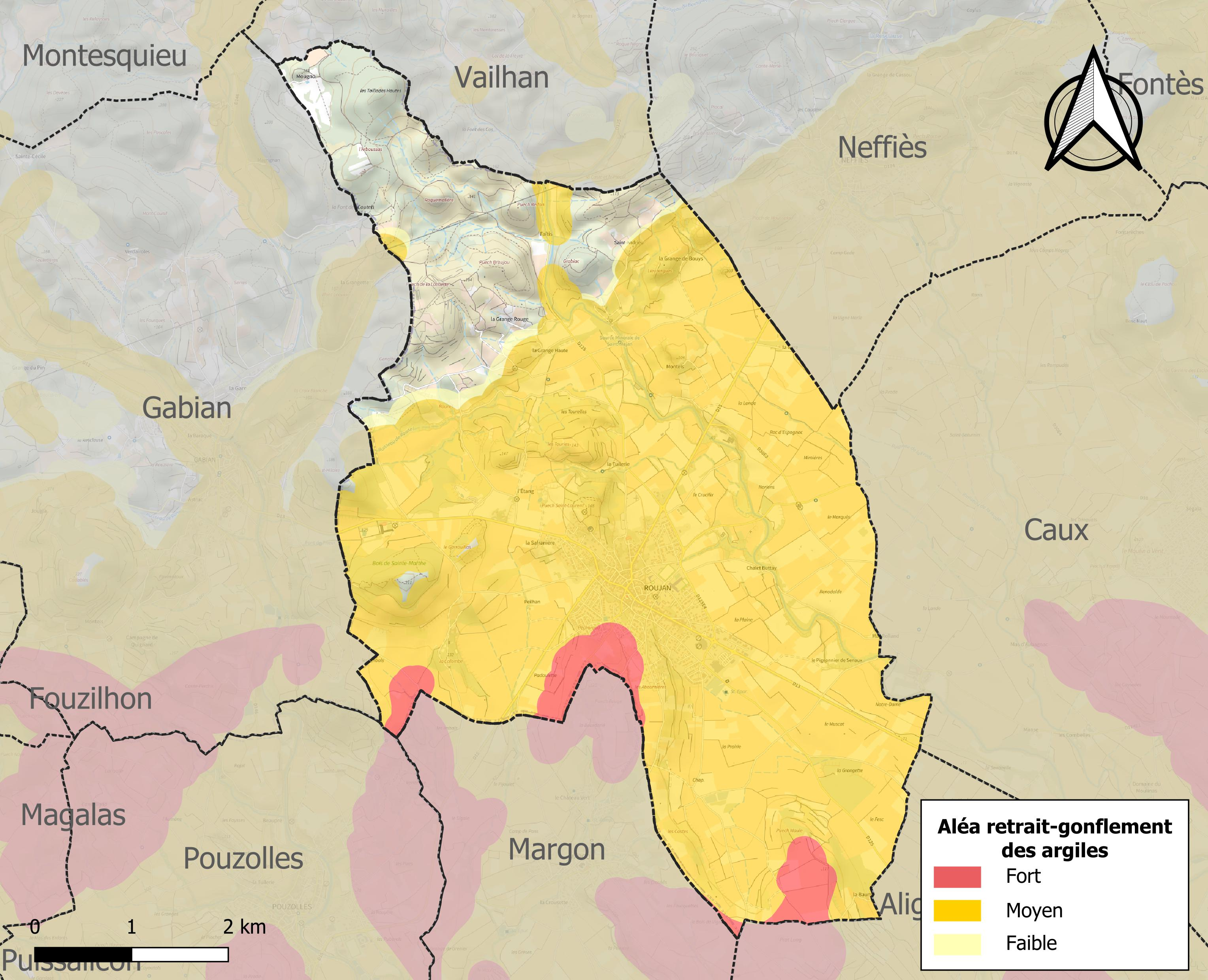
Carte des zones d'aléa retrait-gonflement des sols argileux de Roujan.

Le retrait-gonflement des sols argileux est susceptible d'engendrer des dommages importants aux bâtiments en cas d’alternance de périodes de sécheresse et de pluie. 81,6 % de la superficie communale est en aléa moyen ou fort (59,3 % au niveau départemental et 48,5 % au niveau national). Sur les 1 186 bâtiments dénombrés sur le territoire de la commune en 2019, 1 177 sont en aléa moyen ou fort, soit 99 %, à comparer aux 85 % au niveau départemental et 54 % au niveau national. Une cartographie de l'exposition du territoire national au retrait gonflement des sols argileux est disponible sur le site du BRGM,.
Par ailleurs, afin de mieux appréhender le risque d’affaissement de terrain, l'inventaire national des cavités souterraines permet de localiser celles situées sur le territoire de la commune.
La commune a été reconnue en état de catastrophe naturelle au titre des dommages causés par les inondations et coulées de boue survenues en 1982, 1986, 1987, 1996, 2003, 2011 et 2019.

#### Risques technologiques
Le risque de transport de matières dangereuses dans la commune est lié à sa traversée par des infrastructures routières ou ferroviaires importantes ou la présence d'une canalisation de transport d'hydrocarbures. Un accident se produisant sur de telles infrastructures est susceptible d’avoir des effets graves sur les biens, les personnes ou l'environnement, selon la nature du matériau transporté. Des dispositions d’urbanisme peuvent être préconisées en conséquence.
La commune est en outre située en aval du Barrage des Olivettes, un ouvrage de classe A sur la Peyne, mis en service en 1988 et disposant d'une retenue de 4,4 millions de mètres cubes. À ce titre elle est susceptible d’être touchée par l’onde de submersion consécutive à la rupture d'un de ces ouvrages.

#### Risque particulier
L’étude Scanning de Géodéris réalisée en 2008 a établi pour le département de l’Hérault une identification rapide des zones de risques miniers liés à l’instabilité des terrains. Elle a été complétée en 2015 par une étude approfondie sur les anciennes exploitations minières du bassin houiller de Graissessac et du district polymétallique de Villecelle. La commune est ainsi concernée par le risque minier, principalement lié à l’évolution des cavités souterraines laissées à l’abandon et sans entretien après l’exploitation des mines.
Dans plusieurs parties du territoire national, le radon, accumulé dans certains logements ou autres locaux, peut constituer une source significative d’exposition de la population aux rayonnements ionisants. Certaines communes du département sont concernées par le risque radon à un niveau plus ou moins élevé. Selon la classification de 2018, la commune de Roujan est classée en zone 3, à savoir zone à potentiel radon significatif.

## Toponymie
Domaine gallo-romain : gentilice latin Roius + suffixe -anum Sources : Royani (893, Histoire générale du Languedoc, V, c.7); castelli de Royano (vers 1059, Histoire générale du Languedoc, V, c.496); ecclesiae S. Laurentii de Rojano ; castro de Rojano (1147, cartulaire d'Agde, p. 301); ecclesiae S. Laurentii de Roiano (1152, cartulaire d'Agde, p. 37); etc.

## Histoire
Le village était à ses débuts « un castrum », un camp fortifié, occupé par les Romains. Son plan de ville en circulade en témoigne. Organisé autour d’un noyau, les murs des maisons tournées vers l’extérieur du village constituent les remparts. Le dispositif offrait l’avantage par l’absence d’angle mort de pouvoir être mieux défendu en cas d’attaque. Aujourd'hui, trois des quatre portes d’accès au castrum sont encore visibles et témoignent du passé du village.

## Politique et administration

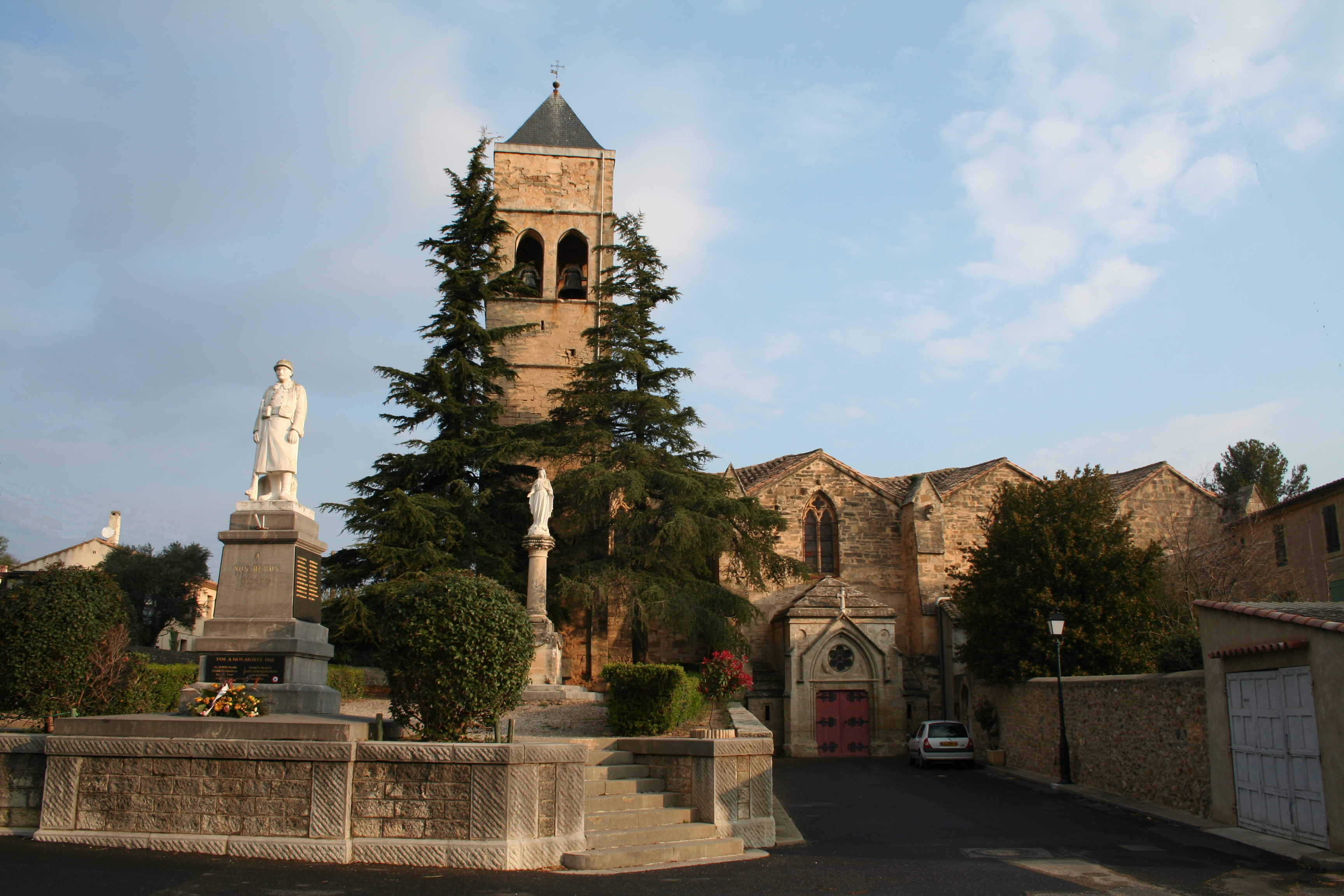
Église Saint-Laurent

| Période   | Période   | Identité                 | Étiquette | Qualité                    |
| --------- | --------- | ------------------------ | --------- | -------------------------- |
| 1791      | 1793      | Jacques Igonenc          |           |                            |
| 1793      | 1796      | Raymond Jean             |           |                            |
| 1796      | 1798      | Joseph Michel Laget      |           |                            |
| 1798      | 1799      | Bernard Aubrespy         |           |                            |
| 1799      | 1799      | Jacques Igonenc          |           |                            |
| 1799      | 1800      | Jean Pierre Sénaux       |           |                            |
| 1800      | 1816      | Michel Laget             |           |                            |
| 1816      | 1821      | Charles Vaissières       |           |                            |
| 1821      | 1830      | Jean Pierre Joseph Azéma |           |                            |
| 1830      | 1832      | Adrien Pélégry           |           |                            |
| 1832      | 1834      | Philippe Alexis de Plos  |           |                            |
| 1834      | 1835      | Jean Pierre Joseph Azéma |           |                            |
| 1835      | 1843      | Laurent Azéma            |           |                            |
| 1843      | 1865      | Agéric Cellier           |           |                            |
| 1865      | 1868      | Emile Combal             |           |                            |
| 1868      | 1870      | Anselme Jourdan          |           |                            |
| 1870      | 1871      | Charles Chauris          |           |                            |
| 1871      | 1874      | Armand Cauvy             |           |                            |
| 1874      | 1881      | Denis Bonnet             |           |                            |
| 1881      | 1882      | Bernard Terrisse         |           |                            |
| 1882      | 1886      | Félix André              |           |                            |
| 1886      | 1896      | Adrien Courdial          |           |                            |
| 1896      | 1900      | Jean Gamelin             |           |                            |
| 1900      | 1904      | Edmond Azéma             |           |                            |
| 1904      | 1904      | Denis Andrieu            |           |                            |
| 1904      | 1905      | Aimé Valentin            |           |                            |
| 1905      | 1908      | Gabriel Azéma            |           |                            |
| 1908      | 1919      | Paul Augé                |           |                            |
| 1919      | 1925      | Lucien Gély              |           |                            |
| 1925      | 1941      | Joseph Teissier          |           |                            |
| 1941      | 1944      | Gabriel Bouys            |           |                            |
| 1944      | 1945      | Gonzague Mas             |           |                            |
| 1945      | 1947      | Marin Mahuziés           |           |                            |
| 1947      | 1957      | Léon Nespoulous          |           |                            |
| 1957      | 1965      | Léon Granier             |           |                            |
| 1965      | mars 1977 | Louis Ricciardi          |           |                            |
| mars 1977 | juin 1995 | André Viguier            | PCF       |                            |
| juin 1995 | mars 2020 | Jacques Huc              | DVG       | Retraité de l'enseignement |
| mars 2020 | En cours  | Jean Blanquefort         |           |                            |

## Population et société

### Démographie
L'évolution du nombre d'habitants est connue à travers les recensements de la population effectués dans la commune depuis 1793. Pour les communes de moins de 10 000 habitants, une enquête de recensement portant sur toute la population est réalisée tous les cinq ans, les populations de référence des années intermédiaires étant quant à elles estimées par interpolation ou extrapolation. Pour la commune, le premier recensement exhaustif entrant dans le cadre du nouveau dispositif a été réalisé en 2006.

En 2022, la commune comptait 2 297 habitants, en évolution de +8,25 % par rapport à 2016 (Hérault : +7,49 %, France hors Mayotte : +2,11 %).
| 1793  | 1800  | 1806  | 1821  | 1831  | 1836  | 1841  | 1846  | 1851  |
| ----- | ----- | ----- | ----- | ----- | ----- | ----- | ----- | ----- |
| 1 011 | 1 169 | 1 244 | 1 440 | 1 420 | 1 599 | 1 627 | 1 664 | 1 740 |

| 1856  | 1861  | 1866  | 1872  | 1876  | 1881  | 1886  | 1891  | 1896  |
| ----- | ----- | ----- | ----- | ----- | ----- | ----- | ----- | ----- |
| 1 793 | 1 900 | 1 879 | 1 909 | 2 011 | 1 953 | 1 704 | 1 786 | 1 921 |

| 1901  | 1906  | 1911  | 1921  | 1926  | 1931  | 1936  | 1946  | 1954  |
| ----- | ----- | ----- | ----- | ----- | ----- | ----- | ----- | ----- |
| 2 040 | 1 997 | 1 932 | 1 981 | 1 922 | 1 887 | 1 732 | 1 610 | 1 632 |

| 1962  | 1968  | 1975  | 1982  | 1990  | 1999  | 2006  | 2011  | 2016  |
| ----- | ----- | ----- | ----- | ----- | ----- | ----- | ----- | ----- |
| 1 461 | 1 481 | 1 379 | 1 409 | 1 366 | 1 486 | 1 852 | 1 923 | 2 122 |

| 2021  | 2022  | - | - | - | - | - | - | - |
| ----- | ----- | - | - | - | - | - | - | - |
| 2 260 | 2 297 | - | - | - | - | - | - | - |

## Économie

### Revenus
En 2018, la commune compte 1 063 ménages fiscaux, regroupant 2 246 personnes. La médiane du revenu disponible par unité de consommation est de 19 810 € (20 330 € dans le département). 40 % des ménages fiscaux sont imposés (45,8 % dans le département).

### Emploi
|                | 2008   | 2013   | 2018   |
| -------------- | ------ | ------ | ------ |
| Commune        | 9,9 %  | 12,5 % | 13,7 % |
| Département    | 10,1 % | 11,9 % | 12 %   |
| France entière | 8,3 %  | 10 %   | 10 %   |

En 2018, la population âgée de 15 à 64 ans s'élève à 1 218 personnes, parmi lesquelles on compte 73,4 % d'actifs (59,7 % ayant un emploi et 13,7 % de chômeurs) et 26,6 % d'inactifs,. En  2018, le taux de chômage communal (au sens du recensement) des 15-64 ans est supérieur à celui de la France et du département, alors qu'il était inférieur à celui du département en 2008.
La commune est hors attraction des villes,. Elle compte 607 emplois en 2018, contre 474 en 2013 et 403 en 2008. Le nombre d'actifs ayant un emploi résidant dans la commune est de 747, soit un indicateur de concentration d'emploi de 81,2 % et un taux d'activité parmi les 15 ans ou plus de 49,5 %.
Sur ces 747 actifs de 15 ans ou plus ayant un emploi, 295 travaillent dans la commune, soit 39 % des habitants. Pour se rendre au travail, 77,1 % des habitants utilisent un véhicule personnel ou de fonction à quatre roues, 2,5 % les transports en commun, 10,2 % s'y rendent en deux-roues, à vélo ou à pied et 10,2 % n'ont pas besoin de transport (travail au domicile).

### Activités hors agriculture

#### Secteurs d'activités
236 établissements sont implantés  à Roujan au 31 décembre 2019. Le tableau ci-dessous en détaille le nombre par secteur d'activité et compare les ratios avec ceux du département,.
| Secteur d'activité                                                                                        | Commune | Commune | Département |
| Secteur d'activité                                                                                        | Nombre  | %       | %           |
| --- | ------- | ------- | ----------- |
| Ensemble                                                                                                  | 236     | 100 %   | (100 %)     |
| Industrie manufacturière, industries extractives et autres                                                | 17      | 7,2 %   | (6,7 %)     |
| Construction                                                                                              | 45      | 19,1 %  | (14,1 %)    |
| Commerce de gros et de détail, transports, hébergement et restauration                                    | 65      | 27,5 %  | (28 %)      |
| Information et communication                                                                              | 9       | 3,8 %   | (3,3 %)     |
| Activités financières et d'assurance                                                                      | 7       | 3 %     | (3,2 %)     |
| Activités immobilières                                                                                    | 11      | 4,7 %   | (5,3 %)     |
| Activités spécialisées, scientifiques et techniques et activités de services administratifs et de soutien | 30      | 12,7 %  | (17,1 %)    |
| Administration publique, enseignement, santé humaine et action sociale                                    | 34      | 14,4 %  | (14,2 %)    |
| Autres activités de services                                                                              | 18      | 7,6 %   | (8,1 %)     |

Le secteur du commerce de gros et de détail, des transports, de l'hébergement et de la restauration est prépondérant dans la commune puisqu'il représente 27,5 % du nombre total d'établissements de la commune (65 sur les 236 entreprises implantées  à Roujan), contre 28 % au niveau départemental.

#### Entreprises et commerces
Les cinq entreprises ayant leur siège social sur le territoire communal qui génèrent le plus de chiffre d'affaires en 2020 sont : 
- Bordes Distribution, hypermarchés (31 533 k€) ;
- SA Maison Bordes, gestion de fonds (711 k€) ;
- Artaxa Immo, agences immobilières (672 k€) ;
- Maison Calas, commerce de détail alimentaire sur éventaires et marchés (551 k€) ;
- Mil Jardins Et Piscines, travaux de maçonnerie générale et gros œuvre de bâtiment (220 k€).

### Agriculture
La commune est dans le « Soubergues », une petite région agricole occupant le nord-est du département de l'Hérault. En 2020, l'orientation technico-économique de l'agriculture  dans la commune est la viticulture.
|               | 1988  | 2000 | 2010 | 2020 |
| ------------- | ----- | ---- | ---- | ---- |
| Exploitations | 218   | 108  | 66   | 48   |
| SAU (ha)      | 1 119 | 897  | 537  | 816  |

Le nombre d'exploitations agricoles en activité et ayant leur siège dans la commune est passé de 218 lors du recensement agricole de 1988  à 108 en 2000 puis à 66 en 2010 et enfin à 48 en 2020, soit une baisse de 78 % en 32 ans. Le même mouvement est observé à l'échelle du département qui a perdu pendant cette période 67 % de ses exploitations,. La surface agricole utilisée dans la commune a également diminué, passant de 1119 ha en 1988 à 816 ha en 2020. Parallèlement la surface agricole utilisée moyenne par exploitation a augmenté, passant de 5 à 17 ha.

## Culture locale et patrimoine

### Lieux et monuments

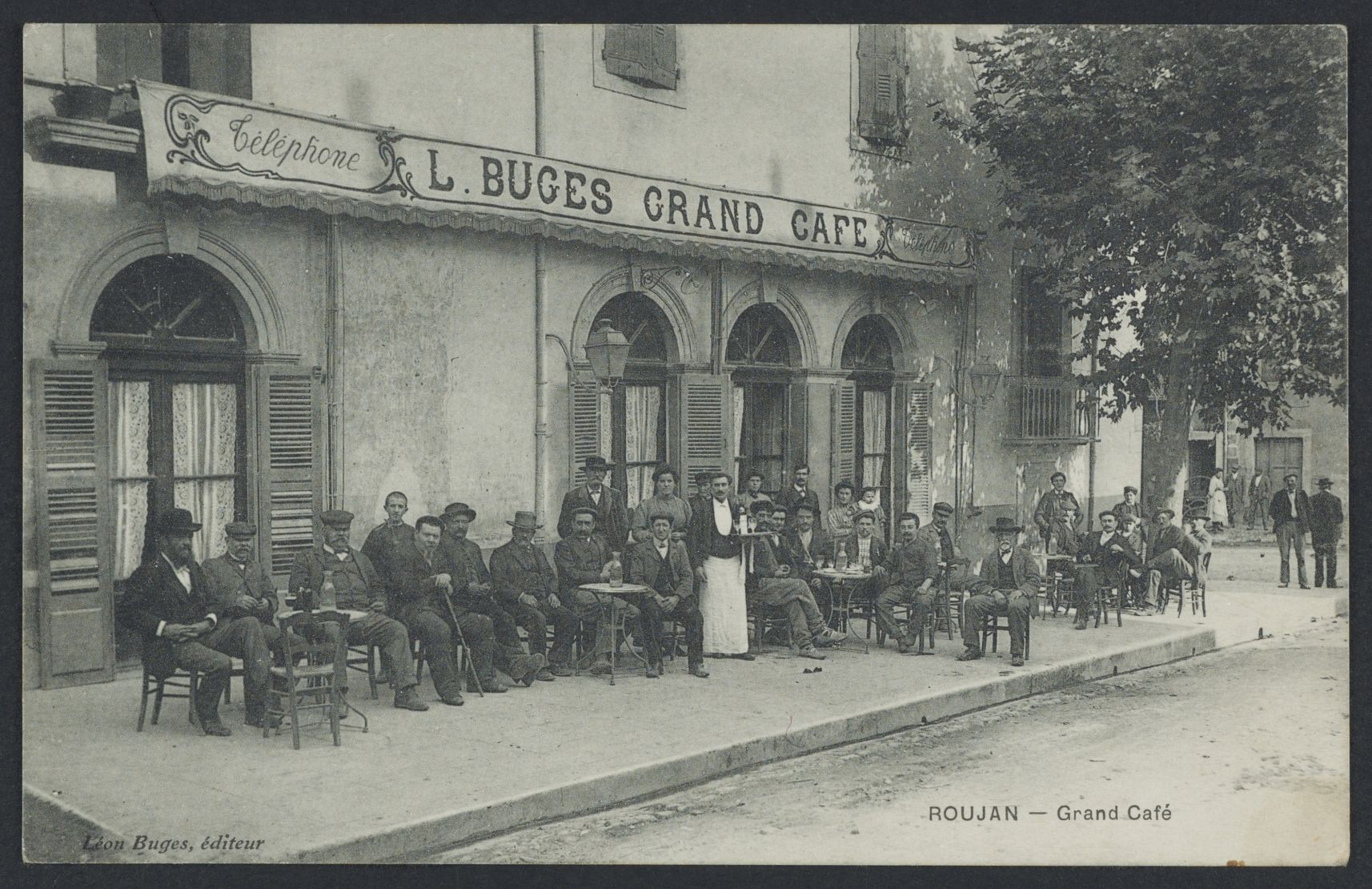
Grand Café : carte postale (1re moitié du XXe siècle).

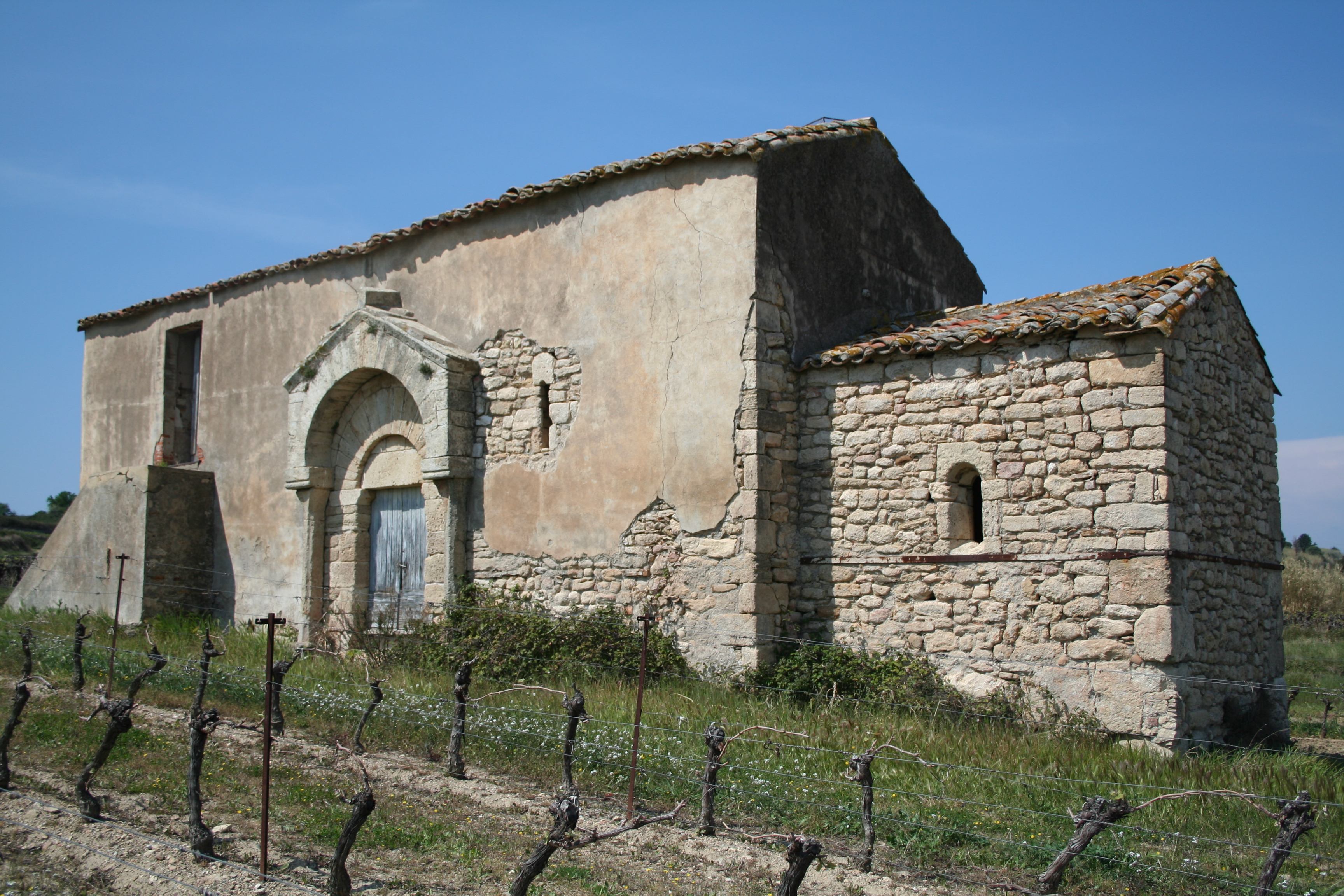
Chapelle Saint-Nazaire de Roujan.

- Abbaye-Château de Cassan, protégé au titre des monuments historiques[31].

- Église Saint-Laurent, inscrite au titre des monuments historiques par arrêté du 14 avril 1954[32]. Plusieurs objets sont référencés dans la base Palissy (voir les notices liées)[32]. Église d’architecture gothique méridionale. Reconstruite au début du XIIIe siècle lorsqu'elle devient propriété du prieuré de Cassan. On remarquera facilement le portail monumental situé à l’ouest du bâtiment qui fut muré au XVIIIe siècle, et le grand clocher carré situé sur son côté sud.
- Chapelle Saint-Nazaire de Roujan, pré-romane, classée au titre des monuments historiques depuis le 9 juillet 1981[33]. Plusieurs objets sont référencés dans la base Palissy (voir les notices liées)[33].

- Église Sainte-Marie de l'ancien prieuré de Cassan.
- Chapelle du château de Cassan.

### Animal totémique
L'animal totémique de Roujan est le hérisson.
La légende raconte que Sainte Marthe, partie à la poursuite de la Tarasque qui semait la terreur dans la Basse-Vallée du Rhône, leva une armée de hérissons pour combattre le monstre et protéger le village. Mais la Tarasque ne vint pas et les hérissons furent autorisés à rentrer dans leurs quartiers. Seul l'un d'entre eux décida de rester au village où il fut nourri et choyé par les habitants qui en firent leur animal fétiche.[réf. nécessaire]
Si l'épopée de sainte Marthe contre la Tarasque se situe dans les années 48 à 68 du début de notre ère, il semble que l'origine de la légende de Roujan soit plus tardive. Elle semble être issue d'un évènement survenu au Moyen Âge dont voici l'histoire : autour de l'an mil, le consul de Roujan avait offert le couvert et le logis à un étranger qu'il avait rencontré sur les bords du ruisseau de l’Oum. Or il s'avéra que cet étranger n'était qu'un espion à la solde de pillards qui écumaient la région. Plus tard, le seigneur de Roujan narrait cette histoire en occitan. Et disait « A romegat e me soi levat ! ». Ce que les Roujanais interprétèrent comme étant une référence au hérisson, qui avait crié quand l'homme l'avait écrasé. Depuis, l'animal totémique de Roujan porte le nom de "Romegaire" ([rrume'ɣajre], c'est-à-dire celui qui rouspète).[réf. nécessaire]

### Héraldique
|  | Les armoiries de Roujan se blasonnent ainsi : De sinople au pairle losangé d'argent et de sable. |

### Personnalités liées à la commune
- Damien Blanquefort, vice-champion de France 2010 de sport électronique sur le jeu vidéo Team Fortress 2, natif du village.
- Jules Roucairol
- Jérôme Carnus, officier public et ministériel de 1792-1808

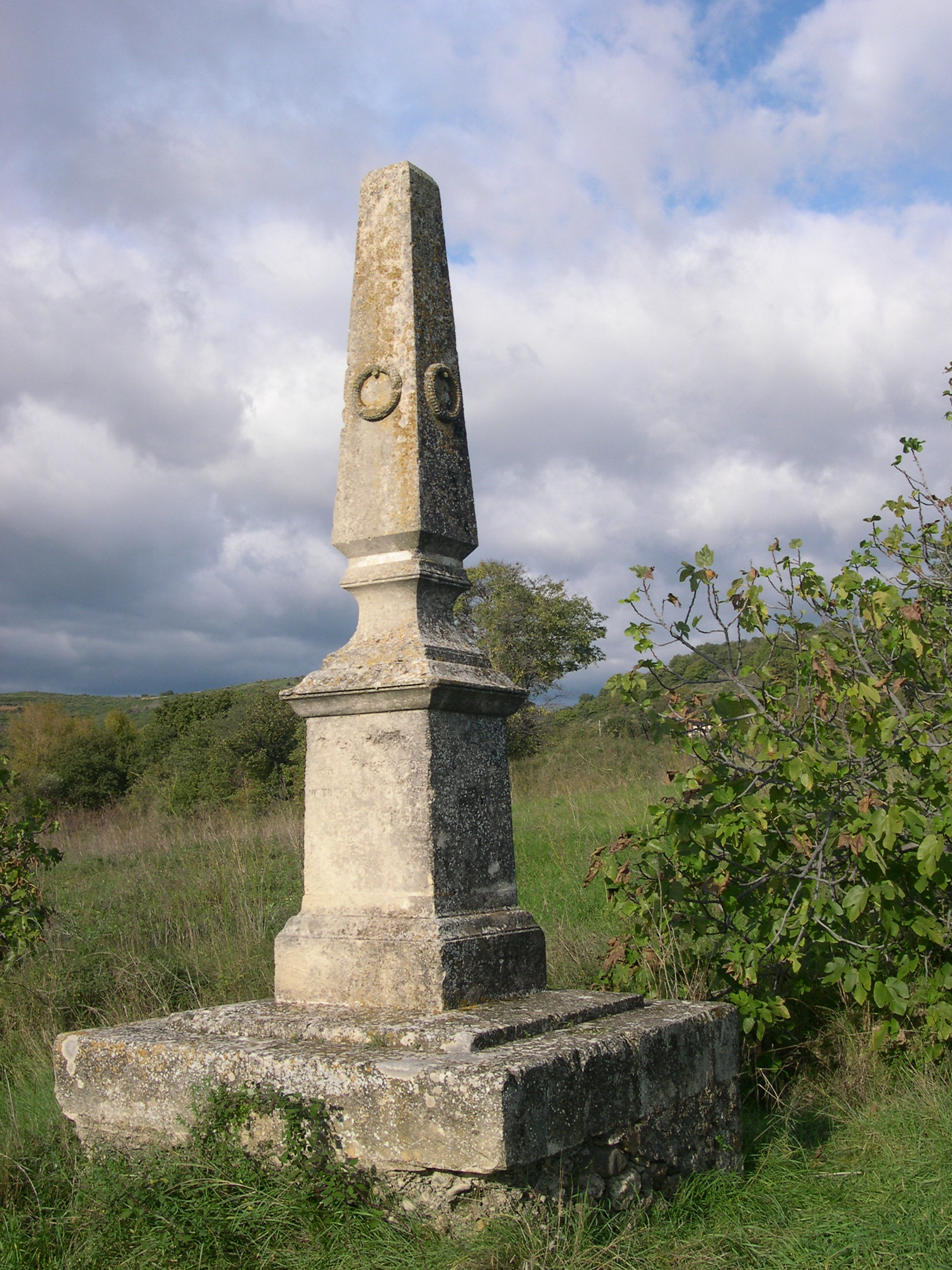
Stèle à la mémoire de Jules Roucairol † 16/12/1851, victime du coup d'État de Napoléon III.

- Mirèio Doryan, poétesse (Roujan 1901 - Paris 1989). Pseudonyme de Germaine Maestre-Drilhé, poétesse primée cinq fois par l'Académie Française. Une rue de la commune porte son nom[34],[35].